# Daniel Vila
Pour les articles homonymes, voir Vila.
Daniel Eduardo Vila (né le 1er juin 1953 à Mendoza) est un entrepreneur, avocat et ancien dirigeant sportif argentin. Il est Président de la chaîne télévisée et de la radio, respectivement, América TV et Radio La Red, ainsi qu'à la tête de la société médiatique Grupo UNO. Il est à la tête du journal Diaro Uno dans les villes de Mendoza, Santa Fe, Entre Ríos et Rosario. Il est également président du journal La Capital de Rosario et ancien président du Club Sportivo Independiente Rivadavia de Mendoza.

## Biographie
Daniel Vila est avocat, divorcé et père de six enfants. Depuis 2011, il partage sa vie avec le modèle et présentatrice Pamela David (en). Il est actionnaire et président de plusieurs sociétés de médias. Il fonde sa propre entreprise en 1983 lors du rachat de Radio Nihuil à Mendoza. En 1985, il développe Supercanal SA, une entreprise de télévision par câble comptant 500 000 abonnés dans 17 provinces. En 1993, il fonde son premier journal périodique à Mendoza, appelé Diario UNO. Il rachète ensuite le journal La Capital de la ville de Rosario, le UNO d'Entre Ríos et le UNO de Santa Fe. Le groupe UNO émet également par ondes radio et à la télévision.

## Activité sportive
Depuis 2005, Daniel Vila devient président du Club Sportivo Independiente Rivadavia de Mendoza, et principal adversaire de l'Association du football argentin (AFA). Il se bat pour créer un projet de loi afin de "démocratiser" le football dans son pays. Le mardi 18 octobre 2011, il est nommé président de l'AFA.

## Vie universitaire
Daniel Vila a été président du conseil d'administration de l'Université "de Congreso" a la ville de Mendoza durant la période 2001-2003. Il est actuellement professeur à la même université où il enseigne "Médias et opinion publique". Cela devient lui voyageant fréquemment de Buenos Aires à la ville de Mendoza.